# Фрідріх Шиллер
Фрі́дріх Ши́ллер (нім. Friedrich Schiller, повне ім'я — Йо́ганн-Крістоф-Фрі́дріх Шиллер, нім. Johann Christoph Friedrich von Schiller; 10 листопада 1759 — 9 травня 1805) — німецький поет, філософ, професор історії, теоретик мистецтва і драматург, представник напрямів «Буря і натиск» і романтизму в літературі, автор «Оди до радості», змінена версія якої стала текстом гімну Європейського Союзу. За фахом спочатку військовий лікар. Увійшов в історію світової літератури як палкий захисник людської особистості. Протягом останніх сімнадцяти років свого життя (1788—1805) дружив з Йоганном Гете, якого він надихав на завершення його творів, що залишились у чорновому варіанті. Цей період дружби двох поетів і їхня літературознавча полеміка увійшли в німецьку літературу під назвою «Веймарський класицизм».

## Біографія

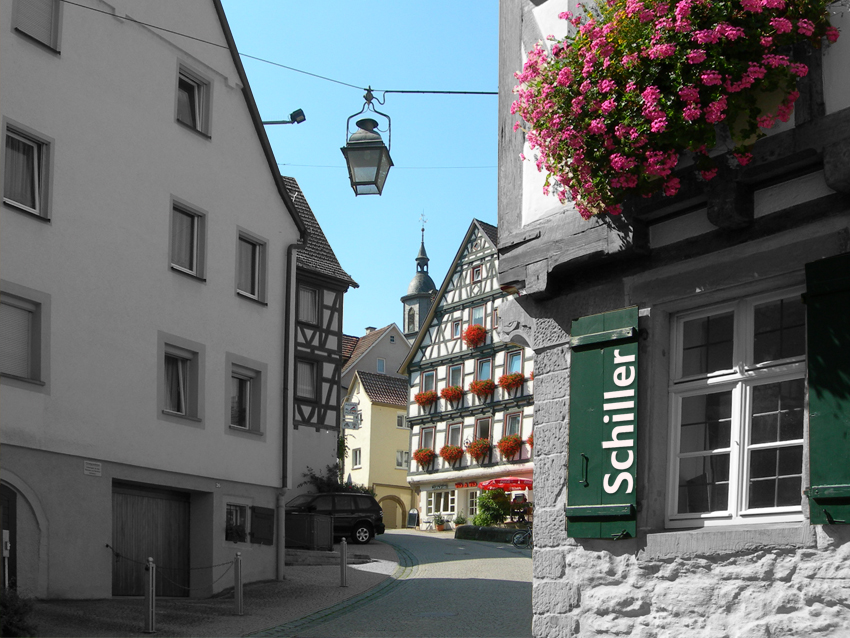
Будинок Шиллера в Марбасі

Фрідріх Шиллер народився 10 листопада 1759 року в місті Марбах у сім'ї військового фельдшера. Його батько Йоганн Каспар Шиллер перебував на службі у вюртемберзького герцога Карла Євгенія. Мати Доротея, з роду Кодвейс, була дочкою сільського пекаря.
На дев'ятому році хлопця віддали вчитися до латинської школи, яка готувала учнів до вступу в семінарію. Потім Фрідріха запримітив герцог Карл Євгеній і змусив навчатись у створеній ним військовій академії. Батько Шиллера змушений був дати підписку, що Фрідріх «абсолютно віддається до послуг герцогського вюртемберзького будинку й не має права вийти з нього без отримання на те наймилостивішого дозволу». В академії Шиллер вивчає право і медицину, які не викликають у нього інтересу.
У 1779 році керівництво академії відкинуло дисертацію Шиллера, і він змушений залишитися на другий рік. Вісім років (1772—1780) Шиллер провів у цьому «розсаднику рабів», де панували шпигунство й стеження за учнями, категорично заборонялося спілкування із зовнішнім світом, а всі вихованці підкорялися найсуворішій дисципліні. Лише ночами Шиллер міг крадькома читати. Він багато разів перечитував твори Альбрехта фон Галлера, Плутарха, оди й поеми Клопштока, ліричні вірші та роман «Страждання юного Вертера» свого старшого сучасника Й. В. Гете, твори інших представників «Бурі і натиску», Ж. Ж. Руссо. Під впливом одного зі своїх наставників Шиллер став членом таємного товариства ілюмінатів, попередників німецьких якобінців.
Пізніше він захопився Шекспіром. Наприкінці 1780 року Шиллер залишив стіни академії і отримав місце полкового фельдшера в Штутгарті.
У 1776—1777 рр. кілька Шиллерових віршів було опубліковано у «Швабському журналі». У цьому журналі за 1775 р. Шиллер знайшов і матеріал для свого першого значного твору: за основу п'єси «Розбійники» (1781) драматург-початківець узяв новелу Данієля Шубарта «До історії людського серця». Над драмою «Розбійники» Шиллер почав працювати, ще перебуваючи в академії. У 1781 році драму завершено, а 13 січня 1782 року «Розбійників» було вперше показано на сцені Мангеймського театру. Вистава мала колосальний успіх. Потім пішли тріумфальні вистави в багатьох інших містах Німеччини. Попри те що постановники часто на свій смак чи за цензурою свавільно калічили текст п'єси, а дію було перенесено із сучасності в XVI століття, неможливо було знищити головного — пафосу драми, шляхетності помислів розбійника Карла Моора, який вирішив у своїй батьківщині викорінити поодинці зло та беззаконня.

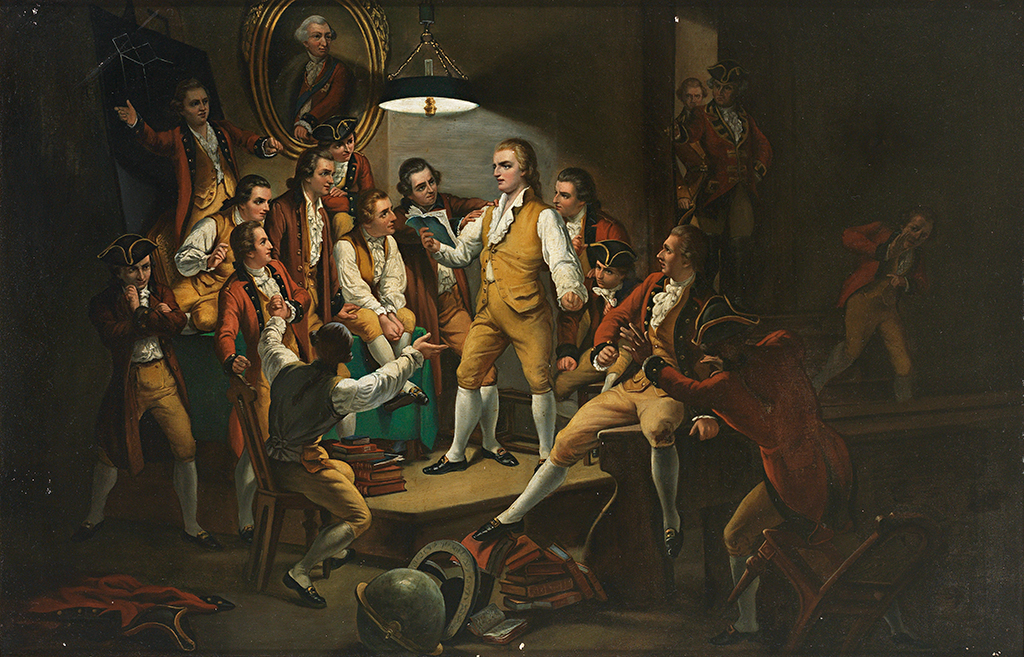
Шиллер читає перед друзями драму «Розбійники», в той час як до нього наближаються солдати герцога

Герцог Вюртемберзький, довідавшись про виставу, наказав посадити автора «Розбійників» на гауптвахту й заборонив йому писати будь-що, крім творів з медицини.
Шиллер вирішив покинути володіння герцога. У ніч на 23 вересня 1782 року, скориставшись сум'яттям пишних придворних торжеств на честь російського царевича Павла Петровича, який був одружений із племінницею герцога Карла Євгенія, автор «Розбійників» таємно втік із Вюртемберга, узявши із собою рукопис свого другого значного драматичного твору — драми «Змова Фієско в Генуї» (поставлена в 1783 році). Три роки тривали бездомні блукання, болюча убогість і завзята боротьба за визнання серед німецьких читачів і театральної публіки. З 1782 до 1785 року Шиллер залишався в Мангаймі, де одержав місце завідувача літературною частиною в «Національному театрі».
Улітку 1785 року на запрошення свого друга Крістіана Готфріда Кернера Фрідріх Шиллер мешкав у його будинку в Лейпцигу. Тут він написав другий Акт «Дона Карлоса», редагував драму «Змова Фієско в Генуї» та написав першу версію «Оди до радості», яку згодом закінчив у Дрездені.
У 1787 році Шиллер переїхав до Ваймара, де спілкувався з філософом І. Г. Гердером і письменником К. М. Віландом. Він завершив історичне дослідження на тему «Історія відпадіння Нідерландів», яке розпочав ще під час роботи над «Дон Карлосом».
Незабаром за клопотанням Гете Шиллер отримав кафедру історії в Єнському університеті, став професором. Тут він читав курс лекцій з історії Тридцятилітньої війни (опублікований у 1793 році).

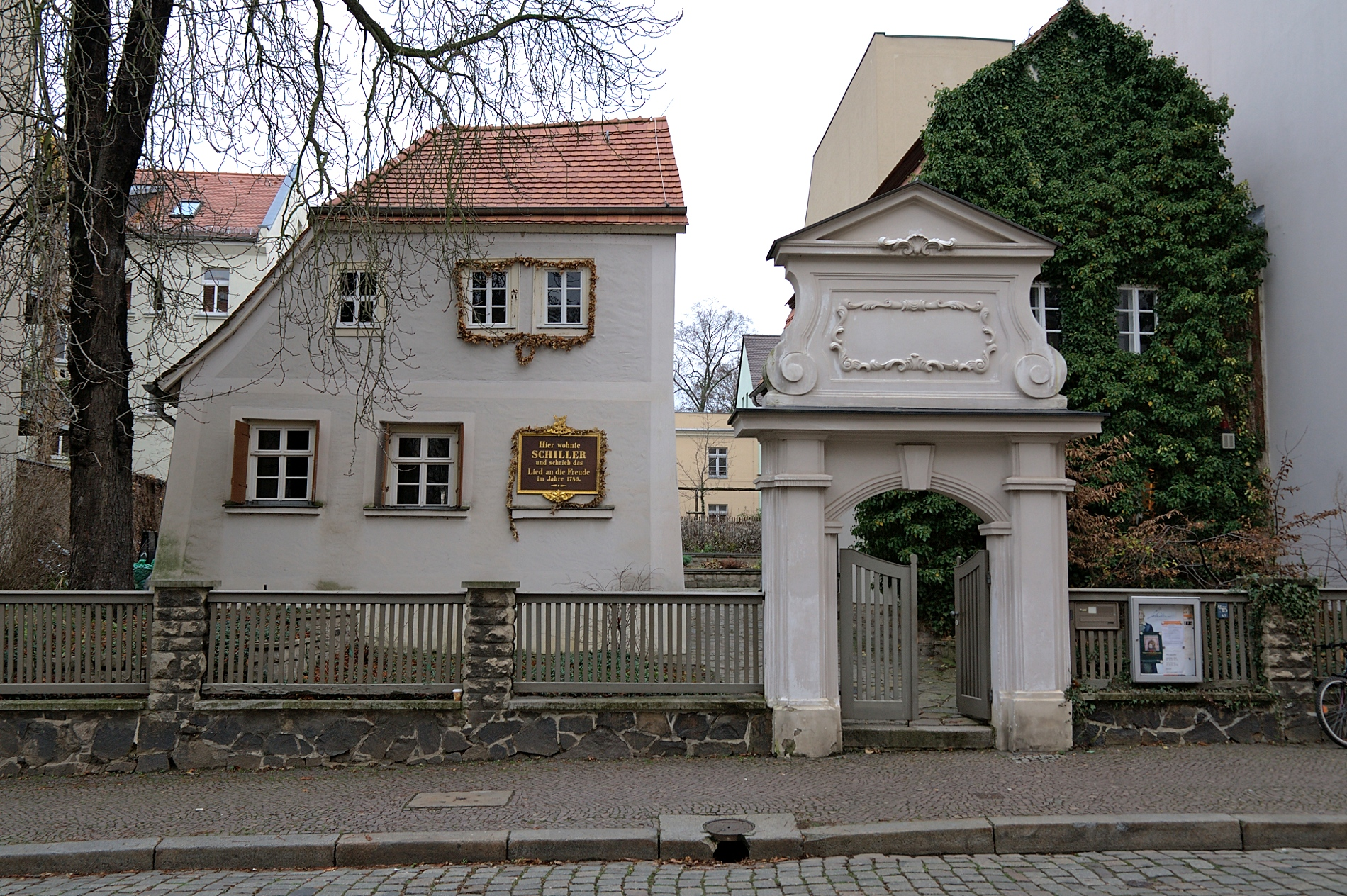
Будинок Шиллера в Лейпцигу

Хоча Шиллер користувався певним визнанням ще за життя, сам він, устами Дона Карлоса, адресував свою творчість майбутнім читачам:
|  | Ні, для моїх високих ідеалів Сторіччя поки не дозріло. Я — громадянин тих сторіч, що прийдуть. «Дон Карлос», 1787, переклад І.Стешенко |

Останні роки його життя пройшли під знаком страждань від хвороб. Шиллер помер від туберкульозу 9 травня 1805 року.

## Творчість

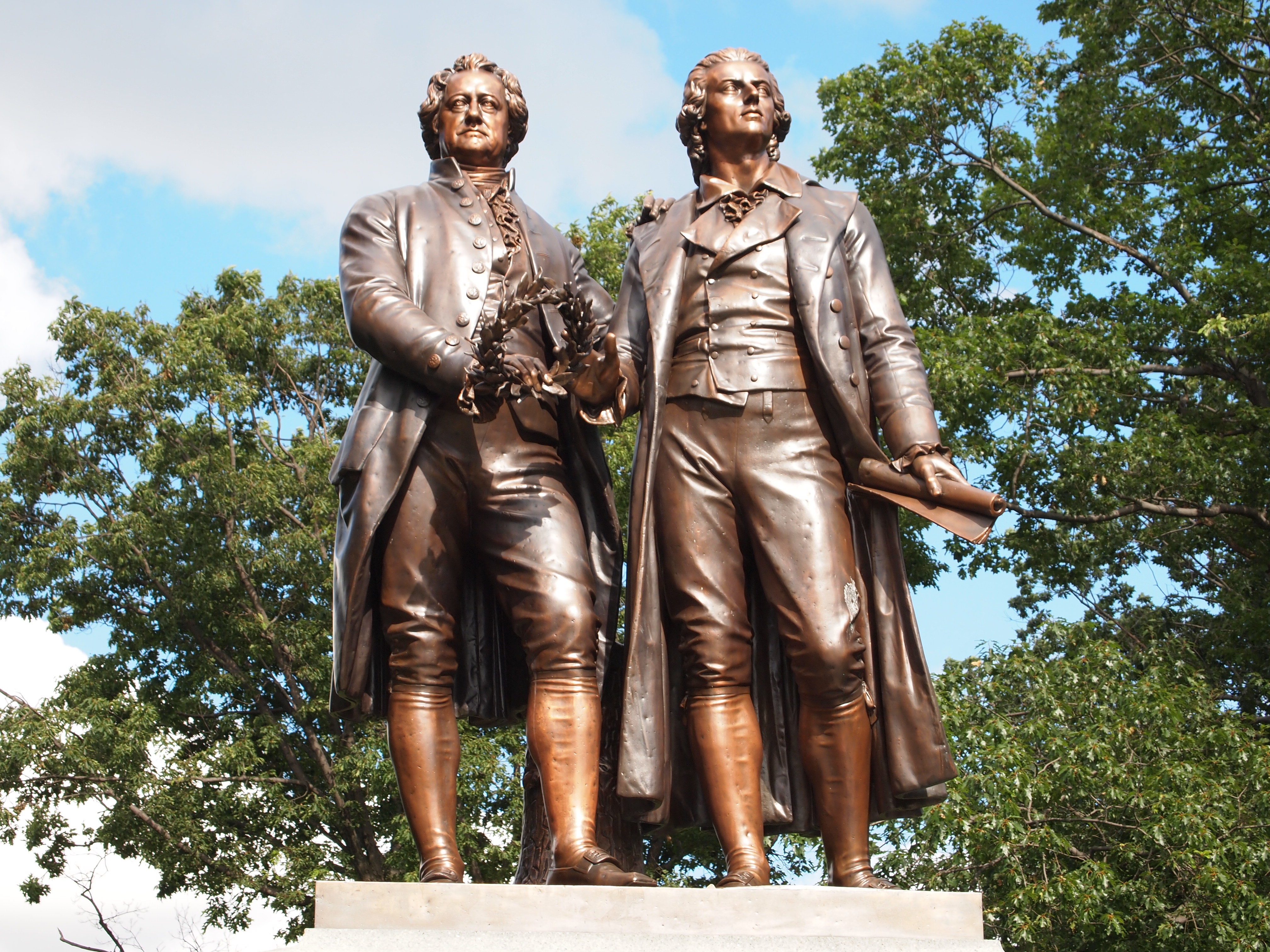
Пам'ятник Гете і Шиллеру в місті Сірак'юс (США)

У драмі «Розбійники» Шиллер значно збагатив схематичний сюжет першоджерела, заснованого на мотиві ворожнечі двох братів, який був дуже поширений серед письменників «Бурі і натиску»: Карл, головний герой драми, старший син графа фон Моора, — емоційна, «стихійна, природна натура», не може примиритися з розміреним міським життям і разом з друзями бере участь у витівках, не завжди безневинних. Незабаром, проте, він кається й у листі до батька обіцяє виправитись. Лист перехоплює його молодший брат, Франц, який заздрить Карлу — улюбленцю батька. Франц замишляє позбавити брата спадку й читає батькові інший, скомпонований ним самим лист, після чого фон Моор проклинає старшого сина, а Франц пише зневажливу відповідь братові від імені батька.
Карл, вражений несправедливістю батька, разом зі своїми друзями вирушає розбійничати в Богемські ліси, а Франц обманом ув'язнює батька в підземеллі, прирікаючи його на загибель. Карл проникає додому під виглядом чужоземного графа, дізнається про загибель батька й хоче помститися братові, але той від страху перед розбійниками вже сам наклав на себе руки.
У першій драмі Шиллера віртуозно поєдналися шекспірівська міць у зображенні характерів, правдоподібні картини німецької повсякденності, елементи біблійного стилю (характерно, що спочатку автор хотів назвати драму «Блудний син»), особисті переживання поета: його складні стосунки з батьком. Шиллеру вдалося вловити бунтарські волелюбні настрої, що панували в суспільстві в перші роки після Великої французької революції і втілити їх в образі Карла Моора.
У квітні 1784 року відбулася прем'єра міщанської трагедії Шиллера «Підступність і кохання». На відміну від перших драм, центральним персонажем твору є дівчина Луїза Міллер, дочка бідного музиканта (саме її ім'ям автор спочатку мав намір назвати п'єсу). Вона закохана у Фердинанда, сина аристократа, однак станові забобони не дають їм з'єднатись. 
Міщанська гордість батька Луїзи і кар'єрні плани президента, батька Фердинанда, зіткнення жорстоких законів абсолютистського суспільства й людських почуттів, призводять до трагічної розв'язки: потрапивши в тенета інтриг, Фердинанд із ревнощів убиває Луїзу. До Шиллера ніхто не наважувався трактувати звичайну для літератури сентименталізму тему любові представників різних станів з такою соціальною тенденційністю. Навіть Г. Е. Лессінг у бюргерській трагедії «Емілія Галотті», з якою очевидно перегукується п'єса Шиллера, вирішив перенести дію свого твору в Італію, щоб уникнути конфлікту з владою. Завдяки своєму громадянському пафосу п'єса «Підступність і кохання» мала величезний успіх у публіки. 
У 1785 році через фінансові труднощі Шиллер змушений був залишити Мангайм. Він переїжджає до Дрездена, де, не маючи постійного дому, живе у друзів. 
Незважаючи на непрості умови, Шиллер активно працює: він пробує себе в прозових жанрах (новели «Злочин через втрачену честь», 1786, «Гра долі», 1789, фрагмент роману «Духовидець», 1787), завершує «Філософські листи», пише драматичну поему «Дон Карлос, інфант іспанський» (1787). У творах дрезденського періоду намічається відхід Шиллера від колишньої бунтарської ідеології.
Тепер Шиллер уважає, що для того, щоб примирити ідеал і життя, поетичний геній «повинен прагнути до розриву зі сферою дійсного світу». Переворот у світогляді поета відбувається як унаслідок розчарування в ідеалах «Бурі і натиску», так і під впливом вивчення філософії Канта й захоплення ідеями франкмасонства.
Драма «Дон Карлос», написана на матеріалі іспанської історії, добре відбиває цей перелом уже навіть формально: на відміну від ранніх п'єс, герої яких говорили простою мовою, «Дон Карлос» написаний класичним п'ятистопним ямбом; головним героєм твору є не представник міщанського стану, як це було прийнято в представників «Бурі і натиску», а придворна особа; одна з центральних ідей драми — реформування суспільства освіченим правителем (Шиллер вкладає її в уста маркіза Поза, друга головного героя). Після драми «Дон Карлос» Шиллер дедалі більше заглиблюється у вивчення античності й філософії Канта.
Якщо раніше цінність античності для поета полягала в певних громадянських ідеалах, то тепер античність стає важливою для нього насамперед як естетичний феномен. Подібно до Йоганна Вінкельманна й Гете, Шиллер убачає в античності «благородну простоту й умиротворену велич», приборкання «хаосу». Відродивши форму античного мистецтва, можна наблизитися до втраченої назавжди гармонії безтурботного «дитинства людства». Свої думки про значення античності Шиллер висловлює у двох програмних віршах: «Боги Греції» та «Художники» (обидва — 1788). Роки у Веймарі.

### Естетичні погляди
- Мистецтво існує не для спостереження й насолоди, а для перебудови життя і щастя людини на землі; воно мусить надихати людину на активні дії.
- Шляхом естетичного виховання можна провести суспільну перебудову, тобто змінити життя.
- Розмежування окремих етапів у розвитку мистецтва:

1. Наївний (давнє, античне, а також мистецтво доби Відродження).
2. Сентиментальний (нове мистецтво сучасного поетові часу).
3. Сміливий.

- Ідеал наївного мистецтва полягав у єдності, гармонії між дійсністю та ідеалом.
- Поети — сентименталісти розподіляються на дві категорії: ідеалістів і матеріалістів.

## Останки Шиллера
Шиллера поховано в ніч з 11 на 12 травня 1805 року на веймарському кладовищі Якобсфрідгоф у склепі Касенґевольбе, спеціально відведеному для дворян і шанованих жителів Веймара, які не мали власних фамільних склепів. У 1826 році останки Шиллера вирішили перепоховати, але вже не змогли точно ідентифікувати. Вибраний довільно прах був перевезений до бібліотеки герцогині Анни Амалії, а череп поета деякий час перебував у будинку Гете, який написав у ці дні (16–17 вересня) вірш «Реліквії Шиллера», відомий також під назвою «У спогляданні черепа Шиллера». 16 грудня 1827 року останки були поховані в князівській усипальниці на новому кладовищі, де згодом поруч зі своїм другом згідно із заповітом був похований і сам Гете.
У 1911 році був виявлений ще один череп, який приписали Шиллеру. Довгий час точилися суперечки про те, який же з них справжній. Тільки навесні 2008 року, у межах акції «Код Фрідріха Шиллера», організованої спільно радіостанцією Mitteldeutscher Rundfunk і Фондом «Веймарський класицизм», проведена у двох незалежних лабораторіях експертиза ДНК показала, що жоден з черепів не належав Фрідріхові Шиллеру. Останки в труні Шиллера належать щонайменше трьом різним людям, і їх ДНК також не збігається з жодним з досліджуваних черепів. Фонд «Веймарський класицизм» ухвалив рішення залишити труну Шиллера порожньою.

## Факти
Фрідріх Шиллер брав участь у діяльності літературного товариства «Блюменорден», створеного Г. Ф. Гарсдерфером у XVII столітті для «очищення німецької літературної мови», дуже засміченої в роки Тридцятилітньої війни.
Найвідоміші балади Шиллера, написані ним під час «Року балад» (1797): «Келих» (нім. Der Taucher), «Рукавичка» (нім. Der Handschuh), «Перстень Полікрата» (нім. Der Ring des Polykrates) та «Івікові журавлі» (нім. Die Kraniche des Ibykus).
Світову популярність здобула знаменита Шиллерова «Ода до радості» (1785), музику до якої написав Людвіг ван Бетховен.

## Сприйняття творчості
Твори Шиллера із захопленням сприйняли не тільки в Німеччині, але й в інших країнах Європи. Одні вважали Шиллера поетом свободи, інші — поетом буржуазної моральності. Доступні мовні засоби і влучні діалоги перетворили багато рядків Шиллера на афоризми. У 1859 році сторіччя від дня народження Шиллера відзначали не лише в Європі, а й у США. Твори Фрідріха Шиллера цитували напам'ять, з XIX століття вони ввійшли до шкільних підручників. Згідно зі згадками в ранніх творах, Тарас Шевченко був знайомий з творами Шиллера й певною мірою перегукувався з його ідеалами боротьби проти поневолення.
Після приходу до влади в 1933 році німецькі націонал-соціалісти намагалися представити Шиллера «німецьким письменником» у своїх пропагандистських цілях. Однак у 1941 році постановки «Вільгельма Телля», як і «Дона Карлоса», було заборонено за наказом Гітлера.

## Найвідоміші твори

### П'єси
- 1781 — «Розбійники»
- 1783 — «Змова Фієско в Генуї»
- 1784 — «Підступність і кохання»
- 1787 — «Дон Карлос, інфант іспанський»
- 1799 — драматична трилогія «Валленштейн»
- 1800 — «Марія Стюарт»
- 1801 — «Орлеанська діва»
- 1803 — «Мессинська наречена»
- 1804 — «Вільгельм Телль»
- «Димитрій» (не була закінчена через смерть драматурга)

### Проза
- Стаття «Злочинець через втрачену честь» (1786)
- «Духовидець» (незакінчений роман)
- Один великодушний вчинок / Eine großmütige Handlung

### Балади
- Рукавичка (балада) (1787)

### Філософські роботи
- Філософія фізіології / Philosophie der Physiologie (1779)
- Про взаємозв'язок тваринної природи людини з його духовною природою / Über den Zusammenhang der tierischen Natur des Menschen mit seiner geistigen (1780)
- Die Schaubühne als eine moralische Anstalt betrachtet (1784)
- Про причини задоволення трагічних предметів / Über den Grund des Vergnügens an tragischen Gegenständen (1792)
- Augustenburger Briefe (1793)
- Про грацію і гідність / Über Anmut und Würde (1793)
- Kallias-Briefe (1793)
- Листи про естетичне виховання людини / Über die ästhetische Erziehung des Menschen (1795)
- Про наївну і сентиментальну поезію / Über naive und sentimentalische Dichtung (1795)
- Про дилетантизм / Über den Dilettantismus (1799, у співавторстві з Гете)
- Про високе / Über das Erhabene (1801)

## Твори Шиллера в інших видах мистецтва

### Музичний театр
- 1829 — «Вільгельм Телль» (опера), композитор Дж. Россіні
- 1834 — «Марія Стюарт» (опера), композитор Г. Доніцетті
- 1845 — «Джованна д'Арко»(опера), композитор Дж. Верді
- 1847 — «Розбійники» (опера), композитор Дж. Верді
- 1849 — «Луїза Міллер» (опера), композитор Дж. Верді
- 1867 — «Дон Карлос» (опера), композитор Дж. Верді
- 1879 — «Орлеанська діва» (опера), композитор П. Чайковський
- 1883 — «Мессинська наречена» (опера), композитор З. Фібіх
- 1957 — «Жанна д'Арк» (балет), композитор М. І. Пейко
- 2001 — «Марія Стюарт» (опера), композитор С. Слонімський
- Великий драматичний театр відкрився в Петрограді 15 лютого 1919 трагедією Ф. Шиллера «Дон Карлос».

### Екранізації і фільми за мотивами творів
1980 — Телевистава «Змова Фієско в Генуї». Постановка Малого театру. Режисери: Фелікс Глямшин, Л. Є. Хейфець. У ролях: В. М. Соломін (Фієско), М. І. Царьов (Верина), Н. Вількіна (Леонора), Н. Корнієнко (Джулія), Я. П. Баришев (Джанеттіно), Є. В. Самойлов (Герцог Доріа), О. Потапов (Хассан, мавр), В. Богін (Бургоньїно), Ю. Васильєв (Кальканьо), Є. Буренков (Сакко), Б. В. Клюєв (Ломелліно), Г. Жарова (Берта), М. Фоміна (Роза), Г. В. Буканова (Арабелла) та інші.

## Переклади українською
Першим перекладачем поезій Шиллера українською мовою був у 1830-х pp. Й. Левицький, далі його твори перекладали П. Куліш, Б. Грінченко, А. Могильницький, М. Маркович, О. Навроцький, О. Левицький, О. Кониський, О. Пчілка, Б. Тен, М. Лукаш, С. Гординський, Д. Загул та ін. У зв'язку з переслідуванням української мови драми Шиллера українською мовою на території України, що належала Російській імперії, було заборонено, і перші їх вистави відбулись у львівському Театрі «Руської Бесіди»: «Підступність і кохання» та «Розбійники» (1881 — 89); уперше в Києві «Розбійники» ставив у Народному Театрі 1918 П. Саксаганський. Визначніші вистави пізнішого часу: «Вільгельм Телль» (Київський Театр Юного Глядача, 1927), «Змова Фієско в Генуї» («Березіль», 1928), «Дон Карлос» (Театр ім. Франка, 1936) та ін.

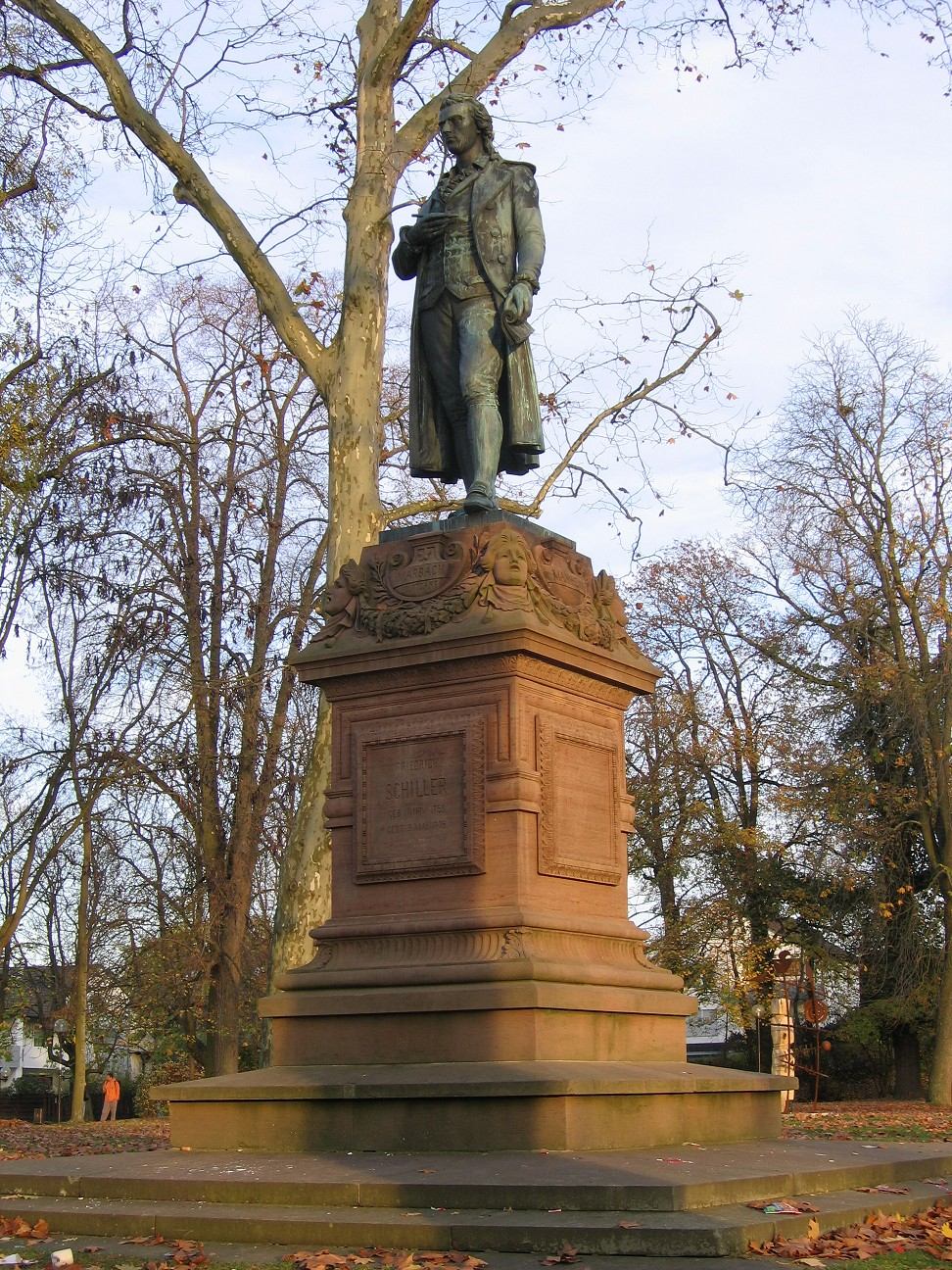
Пам'ятник Фрідріху Шиллеру на його малій батьківщині, Марбах-ам-Неккар

Драми Шиллера українською мовою перекладали: В. Кміцикевич («Вільгельм Телль», 1887), Є. Горницький («Орлеанська Діва», 1889), Б. Грінченко («Марія Стюарт» і «Вільгельм Телль», 1896), О. Черняхівський («Розбійники», 1911), Майк Йогансен («Коварство і кохання»), Ю. Назаренко («Підступність і кохання»), М. Лукаш («Розбійники», «Вільгельм Телль»), Я. Цурковський («Розбійники»). 
Окремими виданнями вийшли твори Шиллера: «Поезії» (Л. 1914), «Вибрані драматичні твори» (К. 1955), «Твори» (К. : Молодь, 1968 — 414 с.), «Вибрані твори» (К. 1971), «Лірика. Драми» (Харків: Фоліо, 2004. — 510 с. — (Бібліотека світової літератури)).

## Ушанування пам'яті
Вулиці Шиллера є в Горлівці та Чернівцях. У Львові існувала в період з травня 1942 до липня 1944 року, нині вулиця Котляревського.

## Цікаві факти
- Перші віршові спроби Шиллера припали на роки його навчання в латинській школі. Це стало такою несподіванкою для його сім'ї, що навіть рідний батько, прослухавши перший вірш сина, здивовано запитав його: «Та ти що, Фріце, з глузду з'їхав!?» Попри повну неготовність батьків бачити в синові майбутнього поета, він продовжував свої творчі вправи, що, звісно, негайно наклало свій відбиток на його зовнішність, манери та поведінку. Отримавши диплом і разом із ним призначення в гренадерський полк, Шиллер аж ніяк не був схожий на бравого гренадера. Військова уніформа, косички, трикутний капелюх надавали йому напрочуд комічного вигляду. Втім самого поета це мало обходило: він продовжував писати, і в голові в нього вже виник задум п'єси «Розбійники», яка зробить ім'я Шиллера відомим усій Німеччині.

- З часом Шиллер мав вигляд справжнього письменника. Його знайома, Генрієтта Герц, пригадувала, що «Шиллер був високим на зріст. Верхня частина його обличчя вражала своєю одухотвореністю, хоча його блідість та рудувате волосся дещо псували загальне враження. Під час розмови його обличчя пожвавлювалося, на щоках проступав легкий рум'янець, а в блакитних очах з'являвся блиск, і тоді весь його образ набував гармонії». Гете писав, що Шиллер «був величний у розмові за чайним столом, і так само величним був би він, безперечно, і в державній раді. Його ніщо не сковувало, ніщо не спиняло вільного польоту його думки. Всі великі плани він творив вільно. Це справжня людина».